# Stench Point
Stench Point är en udde i Sydgeorgien och Sydsandwichöarna (Storbritannien). Den ligger i den östra delen av Sydgeorgien och Sydsandwichöarna. Stench Point ligger på ön Zavodovski Island.
Terrängen inåt land är huvudsakligen platt, men den allra närmaste omgivningen är kuperad.  Det finns inga samhällen i närheten. 